# Балка Дубілка
Балка Дубілка, Дубійка (рос. Б. Дубилка) — балка (річка) в Україні у Золочівському районі Харківської області. Ліва притока річки Уди (басейн Азовського моря).

## Опис
Довжина балки приблизно 5,82 км, найкоротша відстань між витоком і гирлом — 5,26  км, коефіцієнт звивистості річки — 1,11 . Формується декількома безіменними струмками та загатами. Балкам частково пересихає.

## Розташування
Бере початок у селі Світличне. Тече переважно на північний захід і на східній стороні від села Андріївки впадає у річку Уду, праву притоку Сіверского Дінця.